# Laevicephalus unicoloratus
Laevicephalus unicoloratus är en insektsart som beskrevs av David D. Gillette och Baker 1895. Laevicephalus unicoloratus ingår i släktet Laevicephalus och familjen dvärgstritar. Inga underarter finns listade i Catalogue of Life.